# ごめんね東京
「ごめんね東京」（ごめんねとうきょう）は、日本の女性アイドル・演歌歌手である岩佐美咲の楽曲。楽曲は秋元康により作詞、福田貴訓により作曲されている。2016年1月6日に岩佐の5作目のシングルとして徳間ジャパンコミュニケーションズから発売された。

## リリースと背景
楽曲のシングルCDは初回限定盤、通常盤の2種類がリリースされる。
シングルのカップリング曲には2作品ぶりに、AKB48の楽曲を演歌バージョンにして収録されており、本作では「ハロウィン・ナイト」である。
また、初回限定盤と通常盤の3曲目には、それぞれカバー曲で「一歩目音頭」、「川の流れのように」が収録されている。

## シングル収録トラック

### 初回限定盤
| 全作詞: 秋元康。 |                                                      |           |              |                |      |
| #                | タイトル                                             | 作詞      | 作曲         | 編曲           | 時間 |
| 1.               | 「ごめんね東京」                                     | 秋元康    | 福田貴訓     | 野中“まさ”雄一 | 4:15 |
| 2.               | 「ハロウィン・ナイト〈演歌バージョン〉」             | 秋元康    | 井上ヨシマサ | 野中“まさ”雄一 | 5:48 |
| 3.               | 「一歩目音頭〈岩佐美咲バージョン〉」                 | 秋元康    | 福田貴史     | 伊戸のりお     | 4:00 |
| 4.               | 「ごめんね東京（カラオケ）」                         | 秋元康    |              |                | 4:14 |
| 5.               | 「ハロウィン・ナイト〈演歌バージョン〉（カラオケ）」 | 秋元康    |              |                | 5:48 |
| 6.               | 「一歩目音頭〈岩佐美咲バージョン〉（カラオケ）」     | 秋元康    |              |                | 3:56 |
| 合計時間:        | 合計時間:                                            | 合計時間: | 合計時間:    | 28:05          |      |

| #  | タイトル                      | 作詞 | 作曲・編曲 | 監督 |
| -- | ----------------------------- | ---- | ---------- | ---- |
| 1. | 「ごめんね東京 MUSIC VIDEO」  |      |            |      |
| 2. | 「ごめんね東京 MAKING VIDEO」 |      |            |      |

### 通常盤
| 全作詞: 秋元康、全編曲: 野中“まさ”雄一。 |                                                      |           |              |      |
| #                                        | タイトル                                             | 作詞      | 作曲         | 時間 |
| 1.                                       | 「ごめんね東京」                                     | 秋元康    | 福田貴訓     | 4:15 |
| 2.                                       | 「ハロウィン・ナイト〈演歌バージョン〉」             | 秋元康    | 井上ヨシマサ | 5:48 |
| 3.                                       | 「川の流れのように」                                 | 秋元康    | 見岳章       | 5:01 |
| 4.                                       | 「ごめんね東京（カラオケ）」                         | 秋元康    |              | 4:14 |
| 5.                                       | 「ハロウィン・ナイト〈演歌バージョン〉（カラオケ）」 | 秋元康    |              | 5:48 |
| 6.                                       | 「川の流れのように（カラオケ）」                     | 秋元康    |              | 4:57 |
| 合計時間:                                | 合計時間:                                            | 合計時間: | 30:07        |      |